# Prix du Hainaut (arts plastiques)
Pour les articles homonymes, voir Prix du Hainaut.
Le prix du Hainaut (arts plastiques) est décerné chaque année à des créateurs œuvrant dans des domaines aussi divers que l’architecture, la peinture, la littérature ou encore la musique,

## Histoire
Depuis 1990, le prix des arts plastiques, d’une valeur de 2 500 euros, est attribué à un peintre, sculpteur, architecte, graveur, photographe, installateur, styliste, de moins de 35 ans ayant un lien avec le territoire et dont les œuvres abordent tous les domaines d’expression plastique.
Sélectionnés sur base d’un dossier par un jury de professionnels, les candidats retenus sont invités à participer à une exposition collective où ils sont confrontés aux véritables conditions d’exposition d’une structure muséale. À noter que le Prix du Hainaut Arts plastiques est attribué à un des candidats sur base de l’œuvre qu’il a présentée dans le cadre de l’exposition. 
Tous les trois ans, l’exposition prix du Hainaut est jumelée à celle des candidats au prix Dumeunier qui s’adresse depuis 1971 aux photographes portraitistes belges ou résidant en Belgique et âgés de moins de 40 ans. 
En 1995, est créé le prix des Arts de la scène est créé. Il s’agit d’un prix décerné par la province via la Fabrique de théâtre. Chaque année il est remis à un artiste hennuyer. Il n’est pas soumis à candidature mais attribué sur proposition du jury. 

## Liste des lauréats
Parmi les lauréats du prix d'art plastique, citons ceux de 1998 à 2009 et de 2015 à 2017.
| Année | Lauréat             | discipline    |
| ----- | ------------------- | ------------- |
| 1998  | Bertran Gallant     | photographe   |
| 1999  | Catherine Amatheü   | installatrice |
| 2000  | Nathalie Amand      | photographe   |
| 2001  | Marie-Noëlle Dailly | installatrice |
| 2002  | Frédéric Gaillard   | vidéaste      |
| 2003  | Nicolas Dufranne    | photographe   |
| 2004  | Sylvie Pichrist     | installatrice |
| 2005  | Olivier Reman       | styliste      |
| 2006  | Barbara Dits        | photographe   |
| 2007  | Ciprian Homorodean  | installateur  |
| 2008  | Boris Thiébaut      | dessinateur   |
| 2009  | Jérome Considérant  | installateur  |
| 2015  | Claire Ducène       |               |
| 2016  | Maxence Mathieu     | sculpteur     |
| 2017  | Pierre Liebaert     | photographe   |